# Macrocera decorosa
Macrocera decorosa är en tvåvingeart som beskrevs av Frederick Askew Skuse 1888. Macrocera decorosa ingår i släktet Macrocera och familjen platthornsmyggor. Inga underarter finns listade i Catalogue of Life.